# Le Dragueur
Pour plus de détails, voir Fiche technique et Distribution.
Le Dragueur (The Pick-Up Artist) est un film américain écrit et réalisé par James Toback, sorti en 1987.

## Synopsis
Jack Jericho, un séducteur invétéré, tente de charmer toutes les femmes qu'il rencontre. Un jour, il croise la route de Randy Jensen et sa vie va changer car il en tombe amoureux. Cependant, celle-ci est convoitée par Fernando Portacarrero, un mafieux qui tente, avec ses hommes de main, de la convaincre de sortir avec lui en échange des dettes de jeu de son père qui lui doit beaucoup d'argent.

## Fiche technique
Sauf indication contraire, les informations mentionnées dans cette section peuvent être confirmées par la base de données cinématographiques IMDb,  présente dans la section « Liens externes ».
- Titre original : The Pick-Up Artist
- Titre français : Le Dragueur
- Réalisation et scénario : James Toback
- Direction artistique : Paul Sylbert
- Décors : Bill Groom et Alan Hicks
- Costumes : Colleen Atwood
- Photographie : Gordon Willis
- Montage : David Bretherton et Angelo Corrao
- Musique : Georges Delerue
- Casting : Howard Feuer
- Production : David Leigh MacLeod
- Production exécutive : Warren Beatty
- Sociétés de production : Amercent Films, American Entertainment Partners L.P., Twentieth Century Fox Film Corporation
- Sociétés de distribution : Twentieth Century Fox Film Corporation (cinéma), Fox Network (télévision)
- Budget 15 millions de dollars[1] (estimation)
- Pays d'origine :  États-Unis
- Langue originale : anglais
- Format : couleur - 35 mm - 1,85:1 - son Dolby
- Genre : comédie dramatique, romance
- Durée : 81 minutes
- Dates de sortie[2] :
  - États-Unis : 18 septembre 1987 ; 5 mai 1998[3] (sortie VHS) ; 16 décembre 2003 (sortie DVD[4])
  - France : 8 novembre 2006 (sortie DVD[5])
- Public :
  - États-Unis : PG-13[6] (Special Parental Guidance Suggested for Those Younger Than 13[7])
  - France : tous publics[8]

## Distribution
Sauf indication contraire, les informations mentionnées dans cette section peuvent être confirmées par la base de données cinématographiques IMDb,  présente dans la section « Liens externes ».
- Molly Ringwald (VF : Séverine Morisot) : Randy Jensen
- Robert Downey Jr.[9] (VF : Vincent Grass) : Jack Jericho
- Dennis Hopper (VF : Patrick Floersheim) : Flash Jensen
- Danny Aiello (VF : Jacques Deschamps) : Phil Harper
- Mildred Dunnock (VF : Jacqueline Porel) : Nellie
- Harvey Keitel (VF : Patrick Poivey) : Alonzo Scolara
- Brian Hamill  : Mike
- Tamara Bruno (VF : Maïk Darah) : Karen
- Vanessa Lynn Williams  : Rae, la jeune femme avec le chien
- Polly Draper (VF : Sylvie Moreau (actrice française)) : Pat, la collègue de Jack
- Frederick Koehler (VF : Annabelle Roux) : Richie
- Robert Towne  : Stan
- Victoria Jackson (VF : Marie-Christine Robert) : Lulu
- Lorraine Bracco  : Carla
- Bob Gunton  : Fernando Portacarrero
- Clem Caserta (VF : Jean Lescot) : Clem
- Victor Argo (VF : Jean Lescot) : Harris
- Fred Melamed (VF : Lionel Henry (acteur)) : George
- Patrick Johnson (VF : Luc Bernard) : Bruce
- Anne Bobby (en) (VF : Emmanuèle Bondeville) : Mona
- Christine Sclafani (VF : Annabelle Roux) : Angie
- Alexis Cruz (VF : Marie-Laure Beneston) : Charlie
- Christine Baranski (VF : Évelyn Séléna) : Harriet
- Tony Sirico  : Patsy Cabaluso
- Joe Spinell  : Eddie
- Tony Cucci  : Mickey
- Frank Gio (VF : Georges Atlas) : Gino
- Tom Signorelli (VF : Georges Berthomieu) : Marty
- Rod Houts (VF : Jean Lescot) : Serge Handfeld
- Frank Teixeira (VF : Pascal Germain) : le dealer du Blackjack au casino

 Source et légende : version française (VF) sur RS Doublage et selon le carton du doublage français sur le DVD zone 2.

## Tournage
Le film a été tourné du 19 mai 1986 à août 1986 au New Jersey et à New York,.